# Макарова, Парасковья Ивановна
 Парасковья Ивановна Макарова (28 сентября 1918 — 6 апреля 2009) — доярка совхоза «Плодовый» Тюменского района Тюменской области Герой Социалистического Труда (22.03.1966).

## Биография
Родилась 28 сентября 1918 года в селе Луговом Тюменского уезда Тобольской губернии, ныне – деревня Луговая Тюменского района Тюменской области. Русская.
Трудовую деятельность начала с 13-летнего возраста в полеводческой бригаде местного колхоза «Родина», затем работала дояркой на колхозной ферме, а после реорганизации – в совхозе «Луговой» (с января 1965 года – совхоз «Плодовый») Тюменского района. 
Если до войны и в первые послевоенные годы Парасковья Ивановна надаивала по 800–900 килограммов молока от коровы, то в период 7-й семилетки (1959–1965) надои увеличились до 3–4 тыс. килограммов молока. Передовая доярка четырежды была участницей Выставки достижений народного хозяйства (ВДНХ) СССР.
Указом Президиума Верховного Совета СССР от 22 марта 1966 года за достигнутые успехи в развитии животноводства, увеличении производства и заготовок мяса, молока, яиц, шерсти и другой продукции Макаровой Парасковье Ивановне присвоено звание Героя Социалистического Труда с вручением ордена Ленина и золотой медали «Серп и Молот».
Избиралась депутатом Тюменского областного и районного Советов депутатов трудящихся.
Проживала в родном селе Луговое (Тюменская область). 
Скончалась 6 апреля 2009 года. Похоронена в деревне Луговая Тюменский район Тюменская область.

## Награды
- Золотая медаль «Серп и Молот» (22.03.1966)
- Орден Ленина (22.03.1966).
- Медаль «В ознаменование 100-летия со дня рождения Владимира Ильича Ленина» (6 апреля 1970)
- Медаль «Ветеран труда»
- Медаль «За трудовую доблесть»
- медалями ВДНХ СССР:

## Память
- На могиле установлен надгробный памятник.